# Bandengan (Jepara)
Bandengan is een bestuurslaag in het regentschap Jepara van de provincie Midden-Java, Indonesië. Bandengan telt 8234 inwoners (volkstelling 2010).